# 아마쓰카미·구니쓰카미
아마쓰카미(일본어: 天津神)와 구니쓰카미(일본어: 国津神)는 일본 신화에 등장하는 신들을 크게 나눈 두 분류이다. 아마쓰카미는 천계 다카마가하라에서 내려온 하늘의 신들로 아마테라스 오미카미를 그 수장으로 하며, 구니쓰카미는 아마쓰카미와 별개로 지상에 원래 살던 신들로서 오쿠니누시 등이 있다.
대개 구니쓰카미가 아마쓰카미보다 격이 낮은 것으로 묘사되는데, 이는 고대에 야마토 왕권이 다른 민족들을 정복하는 과정에서 피지배 민족들의 신들이 구니쓰카미로, 야마토의 신들이 아마쓰카미로 정립된 것으로 해석된다.